# 巻南バイパス
巻南バイパス（まきみなみバイパス）は、新潟県新潟市西蒲区河井から同区五ヶ浜に至る国道460号のバイパス道路である。

## 概要
国道460号のうち、旧巻町の市街地を経由する区間は道路幅員が狭隘であった。この幅員狭小区間を解消と市街地区間の交通の円滑化を目的に整備が進められている、延長9.8 kmのバイパス区間である。
1974年（昭和49年）に事業化され、現在開通しているのは巻潟東IC - 河井間、赤鏥IC - 鷲ノ木間の延長3.7 km、福井 - 五ケ浜間の延長2.3 kmの区間である。未開通区間の鷲ノ木 - 福井間の延長1.2kmの区間は現在事業中。現道区間は巻地区西部に所在する峰岡地域の集落内を経由する狭隘区間となっている。全区間供用は平成20年代後半頃となる予定である。

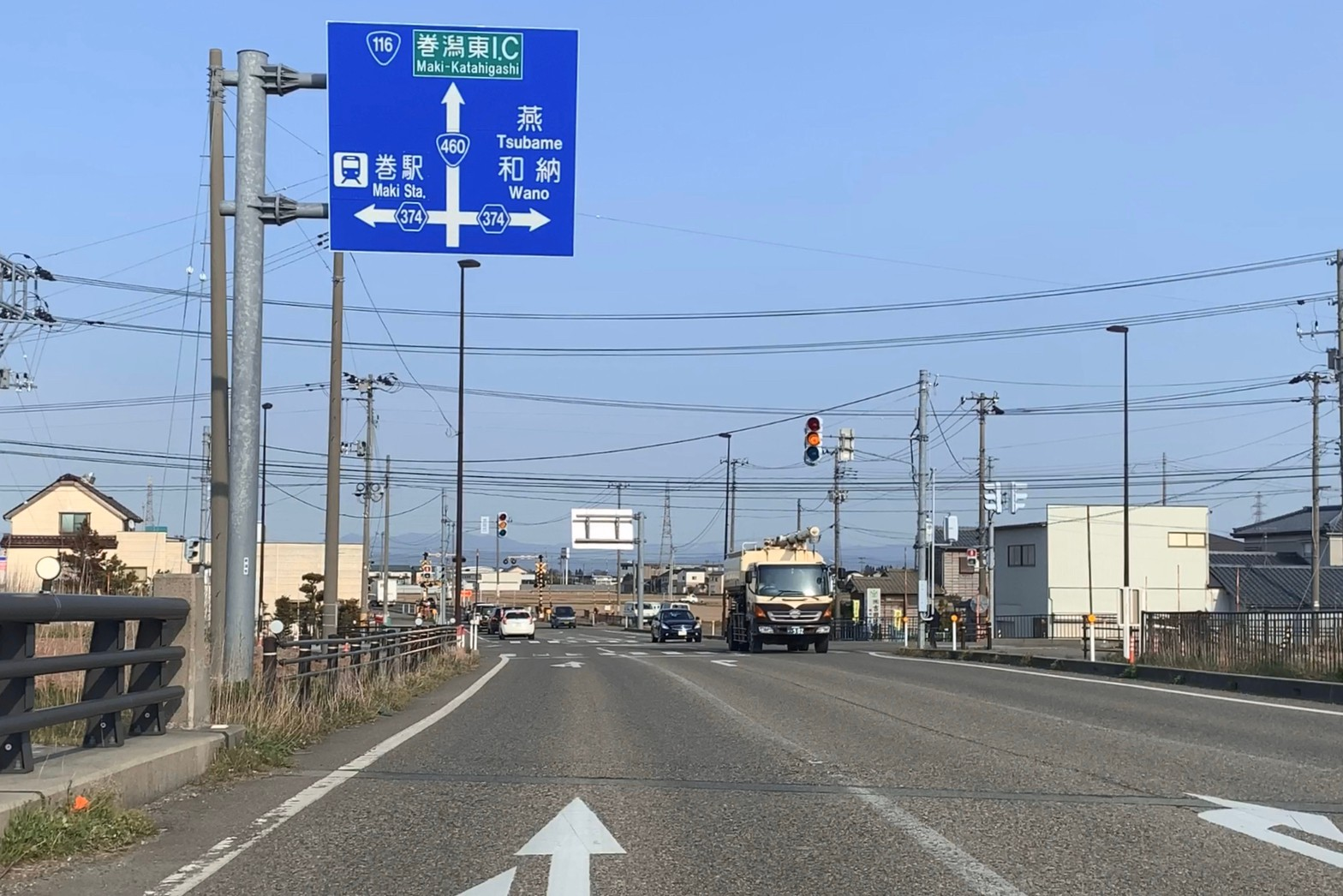
「赤鏥西」交差点付近（2020年4月）
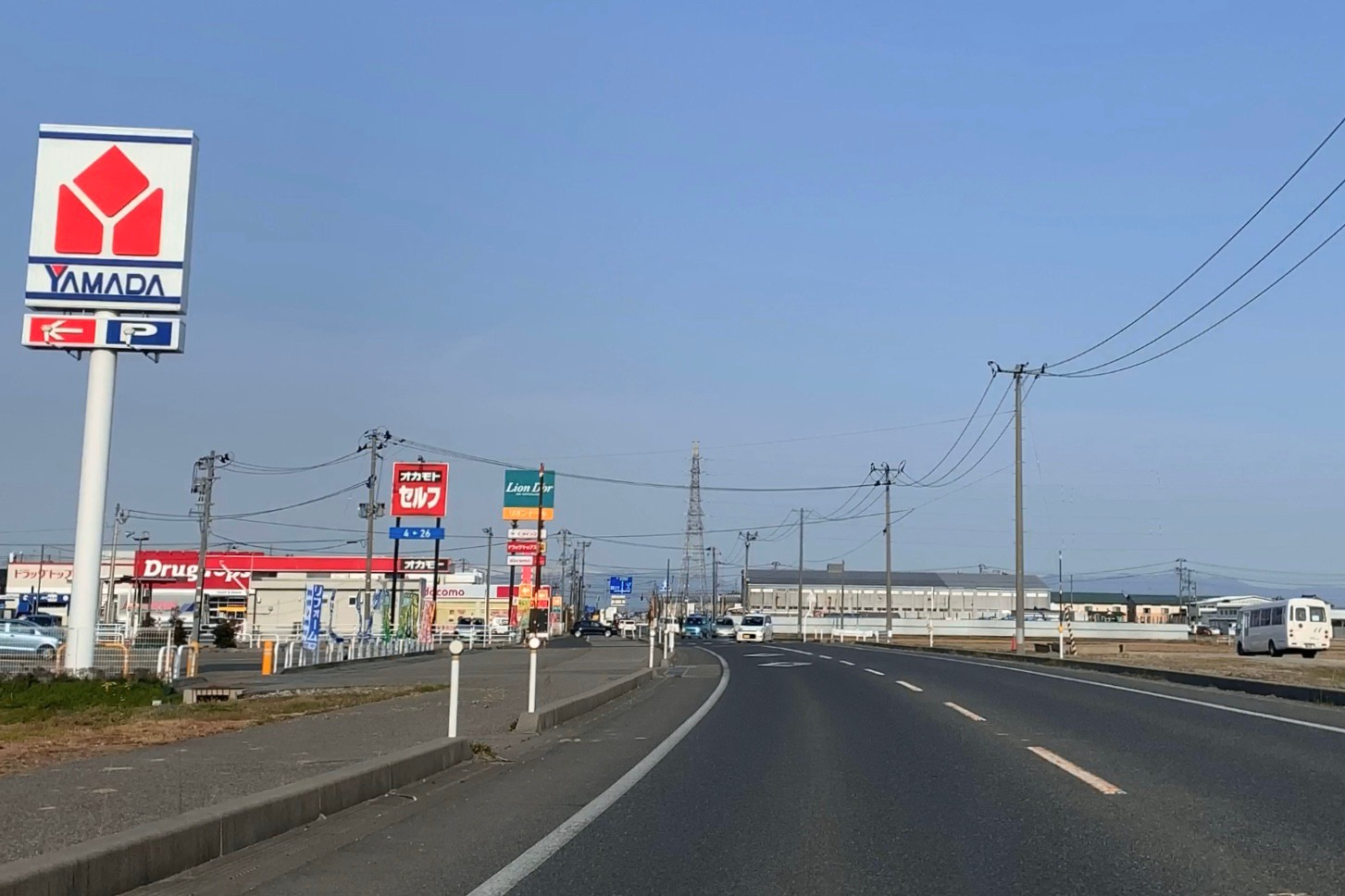
バイパス沿いのショッピングセンター（2020年4月）
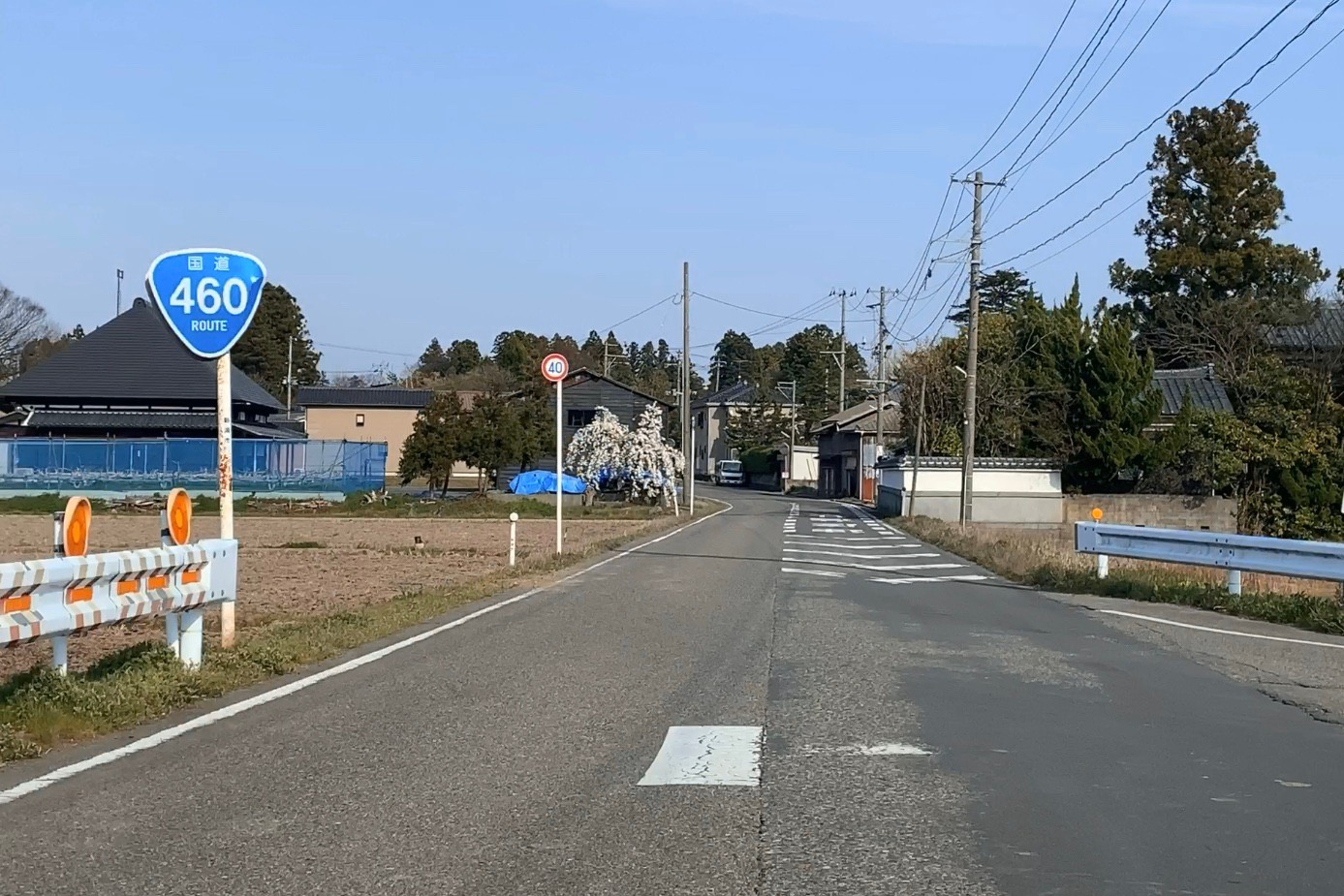
バイパス未整備の峰岡付近（2020年4月）

### 路線データ
- 起点 : 新潟県新潟市西蒲区河井
- 終点 : 新潟県新潟市西蒲区五ヶ浜
- 全長 : 9.8 km
- 車線数 : 2車線

## 歴史
- 1974年度（昭和49年） : 事業化、用地買収に着手
- 1993年度（平成5年） : 県道から一般国道へ昇格
- 1994年度（平成6年）11月28日 : 五福トンネル開通[3]
- 2006年（平成18年）12月26日 : 国道116号の巻バイパスが、全線開通
- 2007年（平成19年） : 新潟市政令市移行に伴い事業主体変更(新潟県から新潟市へ)
- 2009年（平成21年）9月9日 : 赤鏥 - 巻乙間延長0.9 kmが開通
  - この区間は第64回国民体育大会トキめき新潟国体の開催に合わて工事が進められた[3]。